# Alserio
Alserio (Alseri in dialetto brianzolo, AFI: /alˈseri/) è un comune italiano di 1 404 abitanti della provincia di Como in Lombardia. È situato a nord di Milano sulle sponde dell'omonimo Lago di Alserio ed è immerso nel Parco regionale della Valle del Lambro. La località di Tassera del comune di Alserio è stata al centro insieme ad Orsenigo della Battaglia di Carcano tra i Milanesi e l'imperatore Federico Barbarossa; nella stessa località si trova Villa Cramer del XIX secolo. 

## Origini del nome
Attestato anche con la dicitura Conserio, Alserio deriva il proprio nome dal latino ecclesiastico Alserium, probabilmente composto del termine serium (cioè: canale).

## Storia
Nell'agosto 1160 la località di Tassera vide lo svolgimento della Battaglia di Carcano, che vide il comune di Milano e i suoi alleati contrapposti alle truppe imperiali del Sacro Romano Impero di Federico Barbarossa.
Nel 1346 la località di Alserio, attestata con il nome di "Conserio", è elencata tra le comunità della pieve di Incino incaricate della manutenzione della cosiddetta "strata de Niguarda".
Sempre inserito nella stessa pieve, fino al XVIII secolo Alserio fu oggetto di concessioni feudali. Nello specifico, nel 1441 la località e il resto della pieve diventò un feudo della famiglia Dal Verme, per concessione di Filippo Maria Visconti. Due secoli dopo, Alserio passò dapprima ai Giussani, ai quali nel 1656 era stato affidato il feudo di Lurago, e in seguito, nel 1689 agli Imbonati.
Nel 1751 il territorio di Alserio è attestato come comprensivo dei cassinaggi di Galbera, Ginasca, Galbera (altro), “La Cà” e Tassera.
Con un decreto di riorganizzazione amministrativa del Regno d'Italia napoleonico datato 1807, il comune di Alserio venne aggregato, assieme a quello di Parravicino, al comune di Carcano. La decisione fu tuttavia revocata dagli austro-ungarici in seguito alla caduta di Napoleone e la conseguente istituzione della provincia di Como all'interno del Regno lombardo-veneto.
In seguito, la storia di Alserio si intrecciò con le vicende nazionali italiane.

### Simboli
Lo stemma e il gonfalone del comune sono stati concessi con decreto del presidente della Repubblica del 27 febbraio 2009.
Il gonfalone è un drappo di giallo con la bordatura di verde.
Il verde del campo rappresenta il contesto naturale in cui sorge il paese. La ruota da mulino allude ai sette mulini presenti nel territorio comunale. La banda azzurra è simbolo della presenza del lago e dei numerosi corsi d'acqua da cui nasce il toponimo Alserio, derivante dalla parola sér, "ruscello". I plinti (o biglietti) d'argento simboleggiano l'esenzione dalle tasse, privilegio concesso dal duca di Milano Gian Galeazzo Visconti nel 1380.
Questo stemma sostituisce l'arma utilizzata dal Comune fino al 2009 in assenza di una concessione ufficiale.

## Monumenti e luoghi d'interesse

### Architetture religiose

#### Chiesa di San Clemente
La chiesa Parrocchiale di San Clemente – santo patrono del comune che si celebra il 23 novembre – è consacrata come chiesa parrocchiale da San Carlo Borromeo ed è datata 1580-1584; nel secolo successivo fu dotata di decorazioni e altari barocchi.
La chiesa, secondo Francesco Bombognini e Carlo Redaelli non manca di eleganza. L'edificio è segnalato come esistente dal XII secolo e ospita il sepolcro del conte Carlo Imbonati, già feudatario d’Alserio che presenta un'iscrizione del P. Ferri.

#### Cappella di Santa Maria della Neve
Una cappella ottocentesca dedicata a Santa Maria della Neve si trova all'interno del complesso di Villa Tassera. A pianta circolare, la cappella è in stile neogotico.

### Architetture civili

#### Villa Cramer
Sul colle di Tessera si trova Villa Cramer o Villa Tassera, detta anche Villa Adelaide, è un edificio privato del XIX secolo di proprietà della famiglia Cramer. Il nome "Adelaide" rimanda ad Adelaide Giannini, che attorno alla metà dell'Ottocento ricevette in dono la villa dal marito Francesco Basevi, commerciante. La villa comprende la lussuosa abitazione costruita nel 1844-1845, una dipendenza, la portineria, le scuderie (con pianta a ferro di cavallo) e la Cappella di Santa Maria della Neve. Dotata di pianta ad "H", la villa è inserita in un giardino all'inglese, tutelato dalla soprintendenza. I terreni dove si trova la villa appartenevano all’Ospedale Maggiore di Milano, che li sfruttava per l'immagazzinamento di ghiaccio estratto dal lago; dopo essere passati nel 1654 alla famiglia Imbonati, furono acquistati nel 1844 dal barone Giuseppe Patroni, che fa costruire la villa all’architetto Luigi Chierichetti che rievoca semplificando una “Tudor home” del XVI-XVII secolo  con decorazioni e arredo eclettici, neogotico, neoroccocò, neo barocchetto e stile arabizzante.

#### Altro
Ad Alserio si trovano alcune cascine storiche, tra cui Cascina La Ca’, Cascina Galgiana, Cascina Ginasca e Cascina Belvedere.

### Aree archeologiche
- Resti del forte medievale di Carcano[24]

## Società

### Evoluzione demografica
- 305 abitanti nel 1751[7]
- 355 abitanti nel 1771[25]
- 400 abitanti nel 1799[8]
- 380 abitanti nel 1805[8]
- 343 abitanti prima dell'annessione a Carcano nel 1809[8]
- 608 abitanti nel 1853[9]

Abitanti censiti